# Länsväg T 792
Länsväg T 792 är en övrig länsväg som börjar i Kopparberg vid Riksväg 63 och slutar i Silverhöjden där den ansluter till Riksväg 50. Hela vägen är inom Ljusnarsbergs kommun, Örebro län.
Länsväg T 792 passerar genom orterna Ställdalen, Ställberg, Hörken och Silverhöjden. 

## Hastighetsbegränsningar
- 50 km/tim i Kopparberg
- 80 km/tim mellan Kopparberg och Ställdalen
- 50 km/tim genom Ställdalen
- 70 km/tim från Ställdalen, genom Ställberg, till Hörken
- 50 km/tim genom Hörken
- 70 km/tim från Hörken, genom Silverhöjden fram till Riksväg 50

## Broar, viadukter och plankorsningar
Två järnvägar går nästan parallellt med Länsväg T 792. På följande ställen korsar de varandra:
- Strax norr om Ställdalen går vägen på en bro kallad Hackatallbron över den f.d. TGOJ-banan, Silverhöjdsspåret.
- I Ställberg passerar vägen under den andra järnvägen, Hörkenspåret.
- I Hörken är det en plankorsning (med bommar) där man kör över Hörkenspåret.
- I Silverhöjden är det en plankorsning (med bommar) där man kör över Silverhöjdsspåret.